# Huawei Ascend P6
El Huawei ascend P6 és un Smartphone fabricat per la marca de mòbils i tecnologies Huawei.

## Característiques
- Sistema operatiu Android v 4.2.2 Jelly Bean
- Banda UMTS: 850/9001900 / / 2100, EDGE: 850/900/1800/1900, HSPA + DL 21Mbps / UL 5.76Mbps
- Dimensions 132,65 x 65,5 x 6,18 mm
- Pantalla 4,7 TFT LCD Ultrafina amb tecnologia Magic Touch, Resolució: 1280 X 720 HD Corning *Gorilla Glass 2
- Bateria Li-ió 2000 mAh
- Memòria interna ROM: 8GB,
- RAM: 2GB
- Memòria expansió MicroSD
- Connectivitat Bluetooth 4,0, Wi-Fi 802.11 b / g / n, USB 2.0 High-Speed
- Càmera 8 MP BSI amb Autofocus, Flash, Obertura F 2.0 per a baixa il·luminació, Distància focal 3.3cm (més curta del mercat), Càmera frontal: 5,0 MP amb Gran Angular
- Pes 120g amb bateria
- Processador Quad core 1.5 GHz CPU K3V2 + Intel XMM6260
- Colors: Blanc/ Negre
- Altres GPS / AGPS, Emotion UI 1.6, Quick Power Control (QPC),, Sensor de llum d'ambient, arrencada en 5 segons, càrrega ràpida, DLNA, tecnologia Magic Touch, suport USB OTG, Tecnologia de So Dolby Digital Plus